# كارل غروبر
كارل غروبر (بالألمانية: Karl Gruber) (و. 1909 – 1995 م) هو مهندس، ودبلوماسي، وسياسي نمساوي، ولد في إنسبروك، كان عضوًا في حزب الشعب النمساوي، توفي في إنسبروك، عن عمر يناهز 86 عاماً.

## مناصب
تولى منصب سفير النمسا في سويسرا (1971–1973)، وسفير النمسا لدى الولايات المتحدة (1968–1971)، وسفير النمسا لدى ألمانيا (1965–1965)، وسفير النمسا لدى اسبانيا (1960–1965)، وسفير النمسا لدى الولايات المتحدة (1953–1956)، ووزير خارجية النمسا ‏ (26 سبتمبر 1945–26 نوفمبر 1953)، وعضو المجلس الوطني للنمسا، وسفير.

## التعليم
تعلم في جامعة فيينا.

## جوائز
حصل على جوائز منها:
- وسام الصليب الأعظم لإيزابيلا الكاثوليكية.

| المناصب السياسية | المناصب السياسية                                   | المناصب السياسية |
| ---------------- | -------------------------------------------------- | ---------------- |
| سبقه             | سفير النمسا في سويسرا 1971 - 1973                  | تبعه             |
| سبقه             | سفير النمسا لدى الولايات المتحدة 1968 - 1971       | تبعه             |
| سبقه             | سفير النمسا لدى ألمانيا 1965 - 1965                | تبعه             |
| سبقه             | سفير النمسا لدى اسبانيا 1960 - 1965                | تبعه             |
| سبقه             | سفير النمسا لدى الولايات المتحدة 1953 - 1956       | تبعه             |
| سبقه             | وزير خارجية النمسا 26 سبتمبر 1945 - 26 نوفمبر 1953 | تبعه             |

## روابط خارجية
- كارل غروبر على موقع مونزينجر (الألمانية)